# Vasudevan Baskaran
Vasudevan Baskaran (17 augustus 1950) is een hockeyer uit India. 
Baskaran behaalde tijdens de Olympische Spelen 1976 met de Indiase ploeg de zevende plaats
Baskaran was de aanvoerder van de Indiase ploeg die de gouden medaille won tijdens de Olympische Spelen 1980 in Moskou.
Zowel in 1974 als in 1978 verloor Baskaran met zijn ploeggenoten de finale van de Aziatische Spelen van Pakistan.
Baskaran was meerdere malen de bondscoach van de Indiase mannenploeg.

## Erelijst
- 1974 -  Aziatische Spelen in Teheran
- 1976 – 7e Olympische Spelen in Montreal
- 1978 -  Aziatische Spelen in Bangkok
- 1980 –  Olympische Spelen in Moskou